# Wojciech Bedliński
Wojciech Bedliński herbu Wieniawa (zm. 1822) – generał adiutant Komisji Wojskowej w 1794 roku, podpułkownik powstania kościuszkowskiego, radca województwa mazowieckiego, mąż Elizy z d. Crutta (zm. 1799), zięć Antoniego Łukasza Crutta herbu Krutta, pochowany w grobowcu rodzinnym w Lewiczynie pod Grójcem.